# Meerfeld
Meerfeld là một đô thị ở huyện Bernkastel-Wittlich, trong bang Rheinland-Pfalz, Đô thị Meerfeld có diện tích 13,22 km², dân số thời điểm ngày 31 tháng 12 năm 2006 là 365 người.